# Denisia fuscicapitella
Denisia fuscicapitella is een vlinder uit de familie sikkelmotten (Oecophoridae). De wetenschappelijke naam is voor het eerst geldig gepubliceerd in 2001 door Huemer.
De soort komt voor in Europa.